# Landolphia gummifera
Landolphia gummifera är en oleanderväxtart som först beskrevs av Jean-Baptiste de Lamarck, och fick sitt nu gällande namn av Karl Moritz Schumann. Landolphia gummifera ingår i släktet Landolphia och familjen oleanderväxter. Inga underarter finns listade i Catalogue of Life.